# Championnat du Monténégro de football 2023-2024
 (juillet 2025).
La mise en forme du texte ne suit pas les recommandations de Wikipédia : il faut le « wikifier ».
Les points d'amélioration suivants sont les cas les plus fréquents. Le détail des points à revoir est peut-être précisé sur la page de discussion.
- Les titres sont pré-formatés par le logiciel. Ils ne sont ni en capitales, ni en gras.
- Le texte ne doit pas être écrit en capitales (les noms de famille non plus), ni en gras, ni en italique, ni en « petit »…
- Le gras n'est utilisé que pour surligner le titre de l'article dans l'introduction, une seule fois.
- L'italique est rarement utilisé : mots en langue étrangère, titres d'œuvres, noms de bateaux, etc.
- Les citations ne sont pas en italique mais en corps de texte normal. Elles sont entourées par des guillemets français : « et ».
- Les listes à puces sont à éviter, des paragraphes rédigés étant largement préférés. Les tableaux sont à réserver à la présentation de données structurées (résultats, etc.).
- Les appels de note de bas de page (petits chiffres en exposant, introduits par l'outil «  Source ») sont à placer entre la fin de phrase et le point final[comme ça].
- Les liens internes (vers d'autres articles de Wikipédia) sont à choisir avec parcimonie. Créez des liens vers des articles approfondissant le sujet. Les termes génériques sans rapport avec le sujet sont à éviter, ainsi que les répétitions de liens vers un même terme.
- Les liens externes sont à placer uniquement dans une section « Liens externes », à la fin de l'article. Ces liens sont à choisir avec parcimonie suivant les règles définies. Si un lien sert de source à l'article, son insertion dans le texte est à faire par les notes de bas de page.
- La présentation des références doit suivre les conventions bibliographiques. Il est recommandé d'utiliser les modèles {{Ouvrage}}, {{Chapitre}}, {{Article}}, {{Lien web}} et/ou {{Bibliographie}}. Le mode d'édition visuel peut mettre en forme automatiquement les références.
- Insérer une infobox (cadre d'informations à droite) n'est pas obligatoire pour parachever la mise en page.

Pour une aide détaillée, merci de consulter Aide:Wikification.
Si vous pensez que ces points ont été résolus, vous pouvez retirer ce bandeau et améliorer la mise en forme d'un autre article.
Navigation
Saison 2022-2023 Saison 2024-2025
La saison 2023-2024 de Prva crnogorska fudbalska liga ou Meridian 1. CFL, pour des raisons de parrainage, est la 18e édition de la première division monténégrine. Les dix meilleurs clubs du pays sont regroupés au sein d'une poule unique où ils affrontent quatre fois leurs adversaires. En fin de saison, le dernier du classement est relégué et remplacé par le meilleur club de la deuxième division monténégrine tandis que les 8e et 9e disputent des barrages de relégation contre les 2e et 3e de deuxième division.
Le FK Dečić Tuzi remporte son 1er titre de champion du Monténégro.

## Équipes participantes
| Équipe     | Ville        | Stade                  | Capacité |
| ---------- | ------------ | ---------------------- | -------- |
| Arsenal    | Tivat        | Stade du Parku         | 2 000    |
| Budućnost  | Podgorica    | Stade Goricom          | 15 230   |
| Dečić      | Tuzi         | Stade Tuško Polje      | 2 000    |
| Jedinstvo  | Bijelo Polje | Stade Gradski          | 5 000    |
| Jezero     | Plav         | Stade Pod Racinom      | 2 500    |
| Mladost DG | Podgorica    | DG Arène               | 4 300    |
| Mornar     | Bar          | Stade Topolica         | 2 500    |
| Petrovac   | Petrovac     | Stade Mitar Mićo Goliš | 1 630    |
| Rudar      | Pljevlja     | Stade pod Golubinjom   | 5 140    |
| Sutjeska   | Nikšić       | Stade de Kraj Bistrice | 5 214    |

## Compétition

### Format
Chacune des dix équipes participant au championnat s'affronte à quatre reprises pour un total de trente-six matchs chacune. L'équipe terminant dixième est directement reléguée en 2.CFL 2023-2024 tandis que les équipes terminant au huitième et neuvième rang jouent un match de barrage promotion-relégation contre le deuxième et troisième de deuxième division.

### Classement
Les équipes sont classées selon leur nombre de points, lesquels sont répartis comme suit : trois points pour une victoire, un point pour un match nul et zéro point pour une défaite. Pour départager les égalités, les critères suivants sont utilisés :
1. Points obtenus en confrontations directes
2. Différence de buts en confrontations directes
3. Nombre de buts marqués en confrontations directes
4. Nombre de buts marqués à l'extérieur en confrontations directes
5. Différence de buts générale
6. Nombre total de buts marqués
7. Tirage au sort.

| Rang | Équipe                     | Pts | J  | G  | N  | P  | Bp | Bc | Diff |
| ---- | -------------------------- | --- | -- | -- | -- | -- | -- | -- | ---- |
| 1    | FK Dečić                   | 70  | 36 | 20 | 10 | 16 | 55 | 27 | +28  |
| 2    | FK Mornar Bar              | 64  | 36 | 17 | 13 | 6  | 45 | 32 | +13  |
| 3    | FK Budućnost Podgorica T C | 61  | 36 | 17 | 10 | 9  | 66 | 43 | +23  |
| 4    | FK Sutjeska Nikšić         | 53  | 36 | 13 | 14 | 9  | 46 | 36 | +10  |
| 5    | FK Jezero                  | 51  | 36 | 14 | 9  | 13 | 41 | 38 | +3   |
| 6    | OFK Petrovac               | 48  | 36 | 11 | 15 | 10 | 42 | 40 | +2   |
| 7    | FK Arsenal Tivat           | 42  | 36 | 9  | 15 | 12 | 43 | 58 | -15  |
| 8    | FK Jedinstvo Bijelo Polje  | 35  | 36 | 8  | 11 | 17 | 43 | 56 | -13  |
| 9    | OFK Mladost DG P           | 34  | 36 | 9  | 7  | 20 | 37 | 59 | -22  |
| 10   | FK Rudar Pljevlja          | 27  | 36 | 7  | 6  | 23 | 25 | 54 | -29  |

Qualifications européennes
Ligue des champions 2024-2025
- 1er : 1er tour de qualification

Ligue Conférence 2024-2025
- C et 2e : 1er tour de qualification

Relégation en 2.CFL 2024-2025
- 8e et 9e : Barrage de relégation
- 10e : Relégation en 2.CFL 2023-2024

Abréviations

### Barrage de promotion-relégation
À la fin de la saison, des matchs de barrage de promotion-relégation opposent le 8e de première division au 3e de deuxième division et le 9e de première division au 2e de deuxième division. En cas d'égalité à l'issue de la double confrontation, les équipes sont départagées par une séance de tirs au but (pas de prolongation). 
| Équipe                 | Aller | Total | Retour | Équipe                         |
| ---------------------- | ----- | ----- | ------ | ------------------------------ |
| FK Otrant-Olympic (D2) | 1 - 0 | 3 - 2 | 2 -2   | OFK Mladost DG (D1)            |
| FK Podgorica (D2)      | 1 - 3 | 1 - 3 | 0 - 0  | FK Jedinstvo Bijelo Polje (D1) |

Légende des couleurs
- Le club se maintient en première division.
- Le club reste en deuxième division.

## Bilan de la saison
| Championnat du Monténégro de football 2023-2024                        |                           |
| Champion                                                               | FK Dečić Tuzi (1er titre) |
| Dauphin                                                                | FK Mornar Bar             |
| Coupes et trophées                                                     |                           |
| Vainqueur de la Coupe du Monténégro 2023-2024                          | FK Budućnost Podgorica    |
| Qualifications continentales                                           |                           |
| Ligue des champions 2024-2025                                          | FK Dečić Tuzi             |
| Ligue Europa Conférence 2023-2024                                      | FK Budućnost Podgorica    |
| Ligue Europa Conférence 2023-2024                                      | FK Mornar Bar             |
| Promotions et relégations                                              |                           |
| Promus en Championnat du Monténégro de football                        | FK Bokelj                 |
| Promus en Championnat du Monténégro de football                        | FK Otrant-Olympic         |
| Relégués en Championnat du Monténégro de football de deuxième division | FK Rudar Pljevlja         |
| Relégués en Championnat du Monténégro de football de deuxième division | OFK Mladost DG            |